# 2023 DW
Der Asteroid 2023 DW wurde von Georges Attard und Alain Maury am 26. Februar 2023 in San Pedro de Atacama entdeckt.
Die Größe des Asteroiden wird zurzeit mit circa 50 Metern angegeben. Seine Umlaufzeit um die Sonne beträgt ca. 271 Tage. Diese Werte sind jedoch recht ungenau, da 2023 DW sich zum Zeitpunkt der Entdeckung in der Nähe des Mondes befand. Die Geschwindigkeit des Asteroiden beträgt 25 Kilometer pro Sekunde. Auf der Turiner Skala, die die Wahrscheinlichkeit eines Einschlages auf der Erde beschreibt, wurde diese anfangs mit 1 von 10 Punkten angegeben (1 zu 560 bis 650). Im März 2023 wurde der Asteroid auf die Stufe 0 heruntergesetzt. Der erste nahe Kontakt soll am 14. Februar 2046 (Valentinstag) sein.
Laut NASA soll es zwischen 2047 und 2054 neun weitere Annäherungen geben.